# Jean-Francois Aveyra
 (avril 2025).
Jean-François Aveyra, né le 6 avril 1937, est un entrepreneur gabonais, il est le premier opérateur industriel du pays.

## Biographie

### Enfance, éducation et débuts
Jean-François nait le 6 avril 1937 au Gabon.

### Carrière
Il mène une carrière de footballeur en France. Au terme de celle-ci, il retourne dans son pays d'origine et se lance dans un déficit. Il est le premier opérateur industriel du Gabon. Il ouvre une usine de produits plastiques pour les brasseries. 

### Mort (2010)

#### Circonstances
Il meurt le 8 mai 2010 en France.

## Hommages
En décembre 2025, le président de la République inaugure et baptise le rondpoint carrefour Acaé du 5e arrondissement de la ville de Libreville en hommage à Jean-Francois Aveyra,,,.